# Genoa Cricket and Football Club 2015-2016
Questa voce raccoglie le informazioni riguardanti il Genoa Cricket and Football Club nelle competizioni ufficiali della stagione 2015-2016.

## Stagione
Nella stagione 2015-2016 il Genoa disputa il campionato di Serie A, sempre allenato da Gian Piero Gasperini raccoglie 46 punti con l'undicesimo posto finale. Il girone di andata vede i rossoblu sconfitti in 9 gare su 19, per uno score che - al giro di boa - si traduce nel quartultimo posto con 19 punti, con appena 4 punti di vantaggio sul Frosinone. Il Grifone conosce però nel ritorno un risveglio, che passa dalle vittorie con l'Inter (disfatta che costerà ai nerazzurri la Champions League) e nel derby, grazie al quale risale fino all'undicesima posizione con 46 punti. Nel girone di ritorno quindi i rossoblù hanno raccolto 27 punti. Il miglior realizzatore genoano con 14 reti in campionato è stato il livornese Leonardo Pavoletti. Nella Coppa Italia Tim Cup il Genoa entra in scena negli ottavi di finale, ma esce subito dal torneo, superata a Marassi dalla sorpresa Alessandria, (1-2) dopo i tempi supplementari.

## Divise e sponsor
| Casa | Trasferta | Terza maglia |

## Rosa
Rosa tratta dal sito ufficiale.
| N. |                               | Ruolo | Calciatore                  |
| -- | ----------------------------- | ----- | --------------------------- |
| 1  | Italia (bandiera)             | P     | Mattia Perin                |
| 2  | Mali (bandiera)               | D     | Alassane També              |
| 3  | Argentina (bandiera)          | D     | Cristian Ansaldi            |
| 4  | Francia (bandiera)            | D     | Sebastian De Maio           |
| 5  | Italia (bandiera)             | D     | Armando Izzo                |
| 8  | Argentina (bandiera)          | D     | Nicolás Burdisso (capitano) |
| 9  | Brasile (bandiera)            | A     | Bruno Gomes                 |
| 10 | Argentina (bandiera)          | A     | Diego Perotti               |
| 11 | Portogallo (bandiera)         | D     | Diogo Figueiras             |
| 11 | Italia (bandiera)             | A     | Alessio Cerci               |
| 13 | Togo (bandiera)               | A     | Serge Gakpé                 |
| 15 | Italia (bandiera)             | D     | Giovanni Marchese           |
| 16 | Spagna (bandiera)             | C     | Diego Capel                 |
| 17 | Spagna (bandiera)             | A     | Suso                        |
| 18 | Francia (bandiera)            | C     | Olivier Ntcham              |
| 19 | Italia (bandiera)             | A     | Leonardo Pavoletti          |
| 20 | Argentina (bandiera)          | C     | Tino Costa                  |
| 21 | Macedonia del Nord (bandiera) | A     | Goran Pandev                |

| N. |                       | Ruolo | Calciatore            |
| -- | --------------------- | ----- | --------------------- |
| 22 | Serbia (bandiera)     | C     | Darko Lazović         |
| 23 | Italia (bandiera)     | P     | Eugenio Lamanna       |
| 24 | Argentina (bandiera)  | D     | Ezequiel Muñoz        |
| 27 | Kosovo (bandiera)     | P     | Samir Ujkani          |
| 29 | Italia (bandiera)     | D     | Riccardo Fiamozzi     |
| 30 | Italia (bandiera)     | C     | Luca Rigoni           |
| 31 | Svizzera (bandiera)   | C     | Blerim Džemaili       |
| 32 | Italia (bandiera)     | P     | Antonio Donnarumma    |
| 33 | Slovacchia (bandiera) | C     | Juraj Kucka           |
| 37 | Italia (bandiera)     | A     | Giuseppe Panico       |
| 39 | Italia (bandiera)     | P     | Daniele Sommariva     |
| 34 | Brasile (bandiera)    | D     | Gabriel Silva         |
| 42 | Slovenia (bandiera)   | A     | Tim Matavž            |
| 77 | Grecia (bandiera)     | C     | Panagiōtīs Tachtsidīs |
| 88 | Venezuela (bandiera)  | C     | Tomás Rincón          |
| 90 | Senegal (bandiera)    | D     | Issa Cissokho         |
| 93 | Uruguay (bandiera)    | C     | Diego Laxalt          |

## Calciomercato

### Sessione estiva (dal 1/7 al 31/8)
La campagna acquisti del Genoa si apre con gli arrivi di Ujkani (svincolato) in porta, Ansaldi dallo Zenit San Pietroburgo), Muñoz (svincolato), Figueiras (dal Siviglia), Cissokho (dal Nantes). a centrocampo arrivano Džemaili (dal Galatasaray) e il giovane Ntcham (dal Manchester City). Infine in attacco c'è il ritorno in Italia di Pandev (sempre dal Galatasaray), Gakpé (svincolato), il riscatto di Pavoletti (dal Sassuolo), Capel (dallo Sporting Lisbona), poi dalla Stella Rossa arriva Lazović. Invece è vivace il capitolo cessioni infatti lasciano la squadra due della vecchia guardia, Bertolacci (che viene ceduto alla Roma poi al Milan), Kucka (sempre al Milan) e anche Rosi (al Frosinone), Antonini (svincolato), Santana (svincolato), Cofie (al Carpi), Fetfatzidis (all'Al-Ahli), Borriello (svincolato) e Falque (alla Roma).
| Acquisti | Acquisti           | Acquisti              | Acquisti                                       |
| R.       | Nome               | da                    | Modalità                                       |
| -------- | ------------------ | --------------------- | ---------------------------------------------- |
| P        | Samir Ujkani       |                       | svincolato                                     |
| D        | Cristian Ansaldi   | Zenit San Pietroburgo | prestito (1 milione €)                         |
| D        | Ezequiel Muñoz     |                       | svincolato                                     |
| D        | Diogo Figueiras    | Siviglia              | prestito con diritto di riscatto (3 milioni €) |
| D        | Issa Cissokho      | Nantes                | definitivo (0.5 milioni €)                     |
| C        | Blerim Džemaili    | Galatasaray           | prestito                                       |
| C        | Olivier Ntcham     | Manchester City       | prestito                                       |
| C        | Simone Ricozzi     | Roma                  | definitivo                                     |
| A        | Serge Gakpé        |                       | svincolato                                     |
| A        | Goran Pandev       |                       | svincolato                                     |
| A        | Leonardo Pavoletti | Sassuolo              | riscatto del cartellino (3 milioni €)          |
| A        | Diego Capel        | Sporting Lisbona      | definitivo (1.3 milioni €)                     |
| A        | Darko Lazović      | Stella Rossa          | definitivo (0 €)                               |

| Cessioni | Cessioni            | Cessioni     | Cessioni                                                                             |
| R.       | Nome                | a            | Modalità                                                                             |
| -------- | ------------------- | ------------ | ------------------------------------------------------------------------------------ |
| P        | Lukáš Zima          | Perugia      | prestito                                                                             |
| D        | Luca Antonini       |              | svincolato                                                                           |
| D        | Giacomo Lucarini    |              | svincolato                                                                           |
| D        | Diego Polenta       | Nacional     | definitivo                                                                           |
| D        | Lorenzo Ariaudo     | Sassuolo     | fine prestito                                                                        |
| D        | Marco Soprano       | Cosenza      | prestito                                                                             |
| D        | Luka Krajnc         | Cagliari     | definitivo (2 milioni €)                                                             |
| D        | Mario Sampirisi     | L.R. Vicenza | prestito                                                                             |
| D        | Aleandro Rosi       | Frosinone    | prestito                                                                             |
| D        | Francesco Todisco   | Rimini       | prestito                                                                             |
| C        | Isaac Cofie         | Carpi        | prestito                                                                             |
| C        | Mario Santana       |              | svincolato                                                                           |
| C        | Juraj Kucka         | Milan        | definitivo (3 milioni €)                                                             |
| C        | Alessandro Masala   | Torres       | definitivo                                                                           |
| C        | Ioannis Fetfatzidis | Al-Ahli      | definitivo (1 milioni €)                                                             |
| C        | Rolando Mandragora  | Pescara      | prestito                                                                             |
| C        | Andrea Bertolacci   | Roma         | definitivo (8.5 milioni €)                                                           |
| C        | Leandro Greco       | Verona       | riscatto del cartellino (0.3 milioni €)                                              |
| A        | Marco Borriello     |              | svincolato                                                                           |
| A        | Iago Falque         | Roma         | prestito (1 milione €) con obbligo di riscatto (7 milioni €) più bonus (1 milioni €) |
| A        | Maxime Lestienne    | Al-Arabi     | fine prestito                                                                        |
| A        | Leonardo Pavoletti  | Sassuolo     | fine prestito                                                                        |
| A        | M'Baye Niang        | Milan        | fine prestito                                                                        |
| A        | Mauricio Pinilla    | Atalanta     | riscatto del cartellino (2 milioni €)                                                |
| A        | Michael Ventre      | Cosenza      | prestito                                                                             |
| A        | Antonino Ragusa     | Cesena       | definitivo                                                                           |
| A        | Luca Miracoli       | Varese       | definitivo                                                                           |
| A        | Riccardo Improta    | Cesena       | prestito                                                                             |

### Sessione invernale (dal 4/1 al 1/2)
| Acquisti | Acquisti          | Acquisti        | Acquisti                   |
| R.       | Nome              | da              | Modalità                   |
| -------- | ----------------- | --------------- | -------------------------- |
| D        | Gabriel Silva     | Udinese         | prestito                   |
| D        | Riccardo Fiamozzi | Pescara         | prestito                   |
| C        | Luca Rigoni       | Palermo         | definitivo (0.5 milioni €) |
| A        | Suso              | Milan           | prestito                   |
| A        | Bruno Gomes       | Internacional   | prestito                   |
| A        | Tim Matavž        | Augusta         | prestito                   |
| A        | Alessio Cerci     | Atlético Madrid | prestito                   |

| Cessioni | Cessioni           | Cessioni        | Cessioni                 |
| R.       | Nome               | a               | Modalità                 |
| -------- | ------------------ | --------------- | ------------------------ |
| P        | Samir Ujkani       | Latina          | prestito                 |
| D        | Paolo Parente      | Paganese        | definitivo               |
| D        | Diogo Figueiras    | Siviglia        | risoluzione prestito     |
| D        | Issa Cissokho      | Bari            | prestito                 |
| C        | Marco Soprano      | Bassano Virtus  | prestito                 |
| C        | Tino Costa         | Spartak Mosca   | risoluzione prestito     |
| C        | Rolando Mandragora | Juventus        | definitivo (6 milioni €) |
| C        | Manuel Milinkovic  | Virtus Lanciano | prestito                 |
| A        | Diego Perotti      | Roma            | prestito                 |
| A        | Serge Gakpé        | Atalanta        | prestito                 |

## Risultati

### Serie A

#### Girone di andata
| Arbitro: | Irrati (Pistoia) |

|                   |           |  |
| El Kaoutari 90+2’ | Marcatori |  |

| Arbitro: | Orsato (Schio) |

|                         |           |  |
| Pavoletti 57’ Gakpé 76’ | Marcatori |  |

| Arbitro: | Doveri (Roma) |

|             |           |  |
| Babacar 60’ | Marcatori |  |

| Arbitro: | Valeri (Roma) |

|  |           |                                     |
|  | Marcatori | 37’ (aut.) Lamanna 60’ (rig.) Pogba |

| Arbitro: | Rizzoli (Bologna) |

|                             |           |  |
| Djordjevic 35’ Anderson 62’ | Marcatori |  |

| Arbitro: | Tagliavento (Terni) |

|              |           |  |
| Džemaili 10’ | Marcatori |  |

| Arbitro: | Cervellera (Taranto) |

|                 |           |                    |
| Di Natale 45+2’ | Marcatori | 76’ (rig.) Perotti |

| Arbitro: | Mazzoleni (Bergamo) |

|                                          |           |                            |
| Pavoletti 13’ Gakpé 17’ Tachtsidis 90+3’ | Marcatori | 1’ Paloschi 77’ Pellissier |

| Arbitro: | Celi (Bari) |

|                          |           |  |
| Krunić 44’ Zieliński 57’ | Marcatori |  |

| Arbitro: | Chiffi (Padova) |

|                                                |           |                                 |
| López 28’ Zappacosta 35’ Tachtsidīs 89’ (aut.) | Marcatori | 26’, 90+4’ Laxalt 67’ Pavoletti |

| Genova 1º novembre 2015, ore 15:00 CET 11ª giornata | Genoa         | 0 – 0 referto | Napoli | Stadio Luigi Ferraris (26.292 spett.)\| Arbitro: \| Doveri (Roma) \| |
| Arbitro:                                            | Doveri (Roma) |               |        |                                                                      |

| Arbitro: | Calvarese (Teramo) |

|                           |           |                        |
| Blanchard 31’ Diakité 38’ | Marcatori | 6’ Pavoletti 75’ Gakpé |

| Arbitro: | Rizzoli (Bologna) |

|                            |           |              |
| Rincòn 51’ Pavoletti 90+5’ | Marcatori | 90+4’ Acerbi |

| Arbitro: | Gavillucci (Latina) |

|              |           |                            |
| Figueiras 8’ | Marcatori | 57’ Borriello 80’ Zaccardo |

| Arbitro: | Giacomelli (Trieste) |

|            |           |  |
| Ljajic 59’ | Marcatori |  |

| Arbitro: | Di Bello (Brindisi) |

|  |           |                  |
|  | Marcatori | 90+1’ Rossettini |

| Arbitro: | Gervasoni (Mantova) |

|                        |           |  |
| Florenzi 42’ Sadiq 89’ | Marcatori |  |

| Arbitro: | Valeri (Roma) |

|                    |           |                           |
| Pavoletti 69’, 81’ | Marcatori | 18’, 49’ Soriano 39’ Éder |

| Arbitro: | Guida (Torre Annunziata) |

|  |           |                            |
|  | Marcatori | 79’ Džemaili 81’ Pavoletti |

#### Girone di ritorno
| Arbitro: | Celi (Bari) |

|                                       |           |  |
| Suso 4’ Pavoletti 71’, 88’ Rincòn 75’ | Marcatori |  |

| Arbitro: | Rocchi (Firenze) |

|             |           |                    |
| Pazzini 39’ | Marcatori | 19’ (aut.) Coppola |

| Genova 31 gennaio 2016, ore 15:00 CET 22ª giornata | Genoa                | 0 – 0 referto | Fiorentina | Stadio Luigi Ferraris (20.832 spett.)\| Arbitro: \| Giacomelli (Trieste) \| |
| Arbitro:                                           | Giacomelli (Trieste) |               |            |                                                                             |

| Arbitro: | Russo (Nola) |

|                    |           |  |
| De Maio 30’ (aut.) | Marcatori |  |

| Genova 6 febbraio 2016, ore 15:00 CET 24ª giornata | Genoa          | 0 – 0 referto | Lazio | Stadio Luigi Ferraris (19.670 spett.)\| Arbitro: \| Orsato (Schio) \| |
| Arbitro:                                           | Orsato (Schio) |               |       |                                                                       |

| Arbitro: | Calvarese (Teramo) |

|                    |           |             |
| Bacca 5’ Honda 64’ | Marcatori | 90+2’ Cerci |

| Arbitro: | Gervasoni (Mantova) |

|                             |           |           |
| Cerci 57’ (rig.) Laxalt 70’ | Marcatori | 33’ Adnan |

| Arbitro: | Fabbri (Ravenna) |

|            |           |  |
| Castro 51’ | Marcatori |  |

| Arbitro: | Mariani (Roma) |

|            |           |  |
| Rigoni 48’ | Marcatori |  |

| Arbitro: | Doveri (Roma) |

|                                           |           |                  |
| Cerci 20’ (rig.), 45+2’ (rig.) Rigoni 66’ | Marcatori | 4’, 15’ Immobile |

| Arbitro: | Gervasoni (Mantova) |

|                                    |           |            |
| Higuaín 51’, 81’ El Kaddouri 90+1’ | Marcatori | 10’ Rincón |

| Arbitro: | Mazzoleni (Bergamo) |

|                               |           |  |
| Suso 43’, 60’, 76’ Rigoni 72’ | Marcatori |  |

| Arbitro: | Gavillucci (Latina) |

|  |           |              |
|  | Marcatori | 42’ Džemaili |

| Arbitro: | Rizzoli (Mirandola) |

|                                                      |           |               |
| Di Gaudio 45+4’ Lollo 45+5’ Pasciuti 49’ Sabelli 86’ | Marcatori | 34’ Pavoletti |

| Arbitro: | Irrati (Firenze) |

|             |           |  |
| De Maio 77’ | Marcatori |  |

| Arbitro: | Damato (Barletta) |

|                              |           |  |
| Giaccherini 11’ Floccari 63’ | Marcatori |  |

| Arbitro: | Gervasoni (Mantova) |

|                              |           |                                    |
| Tachtsidis 13’ Pavoletti 65’ | Marcatori | 6’ Salah 77’ Totti 87’ El Shaarawy |

| Arbitro: | Banti (Livorno) |

|  |           |                            |
|  | Marcatori | 3’ Pavoletti 26’, 74’ Suso |

| Arbitro: | Aureliano (Bologna) |

|               |           |                             |
| Pavoletti 58’ | Marcatori | 52’ D'Alessandro 82’ Kurtić |

### Coppa Italia

#### Fase finale
| Arbitro: | Banti (Livorno) |

|                 |           |                         |
| Pavoletti 90+2’ | Marcatori | 46’ Marras 113’ Bocalon |

## Statistiche

### Statistiche di squadra
Statistiche aggiornate al 15 maggio 2016.
| Competizione | Punti | In casa | In casa | In casa | In casa | In casa | In casa | In trasferta | In trasferta | In trasferta | In trasferta | In trasferta | In trasferta | Totale | Totale | Totale | Totale | Totale | Totale | DR |
| Competizione | Punti | G       | V       | N       | P       | Gf      | Gs      | G            | V            | N            | P            | Gf           | Gs           | G      | V      | N      | P      | Gf     | Gs     | DR |
| ------------ | ----- | ------- | ------- | ------- | ------- | ------- | ------- | ------------ | ------------ | ------------ | ------------ | ------------ | ------------ | ------ | ------ | ------ | ------ | ------ | ------ | -- |
| Serie A      | 46    | 19      | 10      | 3       | 6       | 29      | 19      | 19           | 3            | 4            | 12           | 16           | 29           | 38     | 13     | 7      | 18     | 45     | 48     | −3 |
| Coppa Italia | -     | 1       | 0       | 0       | 1       | 1       | 2       | -            | -            | -            | -            | -            | -            | 1      | 0      | 0      | 1      | 1      | 2      | −1 |
| Totale       | 46    | 20      | 10      | 3       | 7       | 30      | 21      | 19           | 3            | 4            | 12           | 16           | 29           | 39     | 13     | 7      | 19     | 46     | 50     | −4 |

### Andamento in campionato
| Giornata  | 1  | 2 | 3  | 4  | 5  | 6  | 7  | 8  | 9  | 10 | 11 | 12 | 13 | 14 | 15 | 16 | 17 | 18 | 19 | 20 | 21 | 22 | 23 | 24 | 25 | 26 | 27 | 28 | 29 | 30 | 31 | 32 | 33 | 34 | 35 | 36 | 37 | 38 |
| --------- | -- | - | -- | -- | -- | -- | -- | -- | -- | -- | -- | -- | -- | -- | -- | -- | -- | -- | -- | -- | -- | -- | -- | -- | -- | -- | -- | -- | -- | -- | -- | -- | -- | -- | -- | -- | -- | -- |
| Luogo     | T  | C | T  | C  | T  | C  | T  | C  | T  | T  | C  | T  | C  | C  | T  | C  | T  | C  | T  | C  | T  | C  | T  | C  | T  | C  | T  | C  | C  | T  | C  | T  | T  | C  | T  | C  | T  | C  |
| Risultato | P  | V | P  | P  | P  | V  | N  | V  | P  | N  | N  | N  | V  | P  | P  | P  | P  | P  | V  | V  | N  | N  | P  | N  | P  | V  | P  | V  | V  | P  | V  | V  | P  | V  | P  | P  | V  | P  |
| Posizione | 15 | 8 | 11 | 16 | 17 | 14 | 15 | 12 | 16 | 15 | 14 | 15 | 13 | 15 | 16 | 17 | 17 | 17 | 17 | 16 | 16 | 16 | 16 | 16 | 16 | 14 | 15 | 14 | 12 | 12 | 10 | 10 | 11 | 10 | 10 | 11 | 10 | 11 |

Fonte:  Serie A – Classifiche, su legaseriea.it, Lega Serie A. URL consultato il 16 dicembre 2015 (archiviato dall'url originale il 12 giugno 2018).
Legenda:

Luogo: C = Casa; T = Trasferta. Risultato: V = Vittoria; N = Pareggio; P = Sconfitta.

### Statistiche dei giocatori
Da considerare 1 autogol a favore dei rossoblu.
Sono in corsivo i calciatori che hanno lasciato la società a stagione in corso.
| Giocatore     | Serie A  | Serie A | Serie A     | Serie A    | Coppa Italia | Coppa Italia | Coppa Italia | Coppa Italia | Totale   | Totale | Totale      | Totale     |
| Giocatore     | Presenze | Reti    | Ammonizioni | Espulsioni | Presenze     | Reti         | Ammonizioni  | Espulsioni   | Presenze | Reti   | Ammonizioni | Espulsioni |
| ------------- | -------- | ------- | ----------- | ---------- | ------------ | ------------ | ------------ | ------------ | -------- | ------ | ----------- | ---------- |
| C. Ansaldi    | 24       | 0       | ?           | ?          | 1            | 0            | 0            | 0            | 25       | 0      | 0+          | 0+         |
| N. Burdisso   | 28       | 0       | ?           | ?          | 1            | 0            | 0            | 0            | 29       | 0      | 0+          | 0+         |
| D. Capel      | 21       | 0       | ?           | ?          | 0            | 0            | 0            | 0            | 21       | 0      | 0+          | 0+         |
| A. Cerci      | 11       | 4       | ?           | ?          | 0            | 0            | 0            | 0            | 11       | 4      | 0+          | 0+         |
| I. Cissokho   | 13       | 0       | ?           | ?          | 0            | 0            | 0            | 0            | 13       | 0      | 0+          | 0+         |
| T. Costa      | 12       | 0       | ?           | ?          | 0            | 0            | 0            | 0            | 12       | 0      | 0+          | 0+         |
| S. De Maio    | 28       | 1       | ?           | ?          | 0            | 0            | 0            | 0            | 28       | 1      | 0+          | 0+         |
| A. Donnarumma | 0        | -0      | ?           | ?          | 0            | -0           | 0            | 0            | 0        | -0     | 0+          | 0+         |
| B. Džemaili   | 27       | 3       | ?           | ?          | 0            | 0            | 0            | 0            | 27       | 3      | 0+          | 0+         |
| R. Fiamozzi   | 8        | 0       | ?           | ?          | 0            | 0            | 0            | 0            | 8        | 0      | 0+          | 0+         |
| D. Figueiras  | 9        | 0       | ?           | ?          | 1            | 0            | 1            | 0            | 10       | 0      | 1+          | 0+         |
| S. Gakpé      | 13       | 3       | ?           | ?          | 1            | 0            | 0            | 0            | 14       | 3      | 0+          | 0+         |
| B. Gomes      | 0        | 0       | ?           | ?          | 0            | 0            | 0            | 0            | 0        | 0      | 0+          | 0+         |
| A. Izzo       | 33       | 0       | ?           | ?          | 1            | 0            | 0            | 0            | 34       | 0      | 0+          | 0+         |
| J. Kucka      | 1        | 0       | ?           | ?          | 0            | 0            | 0            | 0            | 1        | 0      | 0+          | 0+         |
| E. Lamanna    | 13       | -18     | ?           | ?          | 1            | -2           | 0            | 0            | 14       | -20    | 0+          | 0+         |
| D. Laxalt     | 35       | 3       | ?           | ?          | 1            | 0            | 0            | 0            | 36       | 3      | 0+          | 0+         |
| D. Lazović    | 15       | 0       | ?           | ?          | 1            | 0            | 0            | 0            | 16       | 0      | 0+          | 0+         |
| G. Marchese   | 11       | 0       | ?           | ?          | 0            | 0            | 0            | 0            | 11       | 0      | 0+          | 0+         |
| T. Matavž     | 7        | 0       | ?           | ?          | 0            | 0            | 0            | 0            | 7        | 0      | 0+          | 0+         |
| E. Muñoz      | 18       | 0       | ?           | ?          | 0            | 0            | 0            | 0            | 18       | 0      | 0+          | 0+         |
| O. Ntcham     | 17       | 0       | ?           | ?          | 1            | 0            | 0            | 0            | 18       | 0      | 0+          | 0+         |
| G. Pandev     | 15       | 0       | ?           | ?          | 1            | 0            | 0            | 0            | 16       | 0      | 0+          | 0+         |
| G. Panico     | 1        | 0       | ?           | ?          | 0            | 0            | 0            | 0            | 1        | 0      | 0+          | 0+         |
| L. Pavoletti  | 25       | 14      | ?           | ?          | 1            | 1            | 0            | 0            | 26       | 15     | 0+          | 0+         |
| M. Perin      | 25       | -30     | ?           | ?          | 0            | -0           | 0            | 0            | 25       | -30    | 0+          | 0+         |
| D. Perotti    | 16       | 1       | ?           | ?          | 1            | 0            | 0            | 0            | 17       | 1      | 0+          | 0+         |
| L. Rigoni     | 18       | 3       | ?           | ?          | 0            | 0            | 0            | 0            | 18       | 3      | 0+          | 0+         |
| T. Rincón     | 33       | 3       | ?           | ?          | 1            | 0            | 1            | 0            | 34       | 3      | 1+          | 0+         |
| G. Silva      | 11       | 0       | ?           | ?          | 0            | 0            | 0            | 0            | 11       | 0      | 0+          | 0+         |
| D. Sommariva  | 0        | -0      | ?           | ?          | 0            | -0           | 0            | 0            | 0        | -0     | 0+          | 0+         |
| Suso          | 19       | 6       | ?           | ?          | 0            | 0            | 0            | 0            | 19       | 6      | 0+          | 0+         |
| P. Tachtsidīs | 24       | 2       | ?           | ?          | 1            | 0            | 0            | 0            | 25       | 2      | 0+          | 0+         |
| A. També      | 0        | 0       | ?           | ?          | 0            | 0            | 0            | 0            | 0        | 0      | 0+          | 0+         |
| S. Ujkani     | 0        | 0       | ?           | ?          | 0            | 0            | 0            | 0            | 0        | 0      | 0+          | 0+         |